# DUSP22
DUSP22 (англ. Dual specificity phosphatase 22) – білок, який кодується однойменним геном, розташованим у людей на короткому плечі 6-ї хромосоми. Довжина поліпептидного ланцюга білка становить 184 амінокислот, а молекулярна маса — 20 910.
| 10         |  | 20         |  | 30         |  | 40         |  | 50         |
| ---------- |  | ---------- |  | ---------- |  | ---------- |  | ---------- |
| MGNGMNKILP |  | GLYIGNFKDA |  | RDAEQLSKNK |  | VTHILSVHDS |  | ARPMLEGVKY |
| LCIPAADSPS |  | QNLTRHFKES |  | IKFIHECRLR |  | GESCLVHCLA |  | GVSRSVTLVI |
| AYIMTVTDFG |  | WEDALHTVRA |  | GRSCANPNVG |  | FQRQLQEFEK |  | HEVHQYRQWL |
| KEEYGESPLQ |  | DAEEAKNILA |  | APGILKFWAF |  | LRRL       |  |            |

A: Аланін

C: Цистеїн

D: Аспарагінова кислота

E: Глутамінова кислота

F: Фенілаланін

G: Гліцин

H: Гістидин

I: Ізолейцин

K: Лізин

L: Лейцин

M: Метіонін

N: Аспарагін

P: Пролін

Q: Глутамін

R: Аргінін

S: Серин

T: Треонін

V: Валін

W: Триптофан

Кодований геном білок за функціями належить до гідролаз, протеїн-фосфатаз, фосфопротеїнів. 
Задіяний у такому біологічному процесі, як альтернативний сплайсинг. 
Локалізований у цитоплазмі, ядрі.